# Азарапіно
Азара́піно (рос. Азарапино) — село складі Наровчатського району Пензенської області, Росія.
Населення — 273 особи (2010; 332 у 2002).
Національний склад станом на 2002 рік:
- росіяни — 100 %